# Bellevue, Western Australia
Bellevue är en förort till Perth i Australien. Den ligger i kommunen Swan och delstaten Western Australia, omkring 16 kilometer öster om centrala Perth. Antalet invånare var 1 521 vid folkräkningen 2016.